# Окіп (заказник)
Окі́п — лісовий заказник місцевого значення в Україні. Об'єкт розташований на території Новомиргородського району Кіровоградської області, на південь і південний схід від села Оситняжка. 
Площа 95 га. Статус присвоєно згідно з рішенням Кіровоградської обласної ради № 56 від 21.02.1991 року. Перебуває у віданні ДП «Олександрівський лісгосп» (Новомиргородське лісництво, кв. 4, 6). 
Статус присвоєно для збереження двох невеликих лісових масивів з насадженнями дуба, акації білої, ясена, клена.